# Каталог Мессье

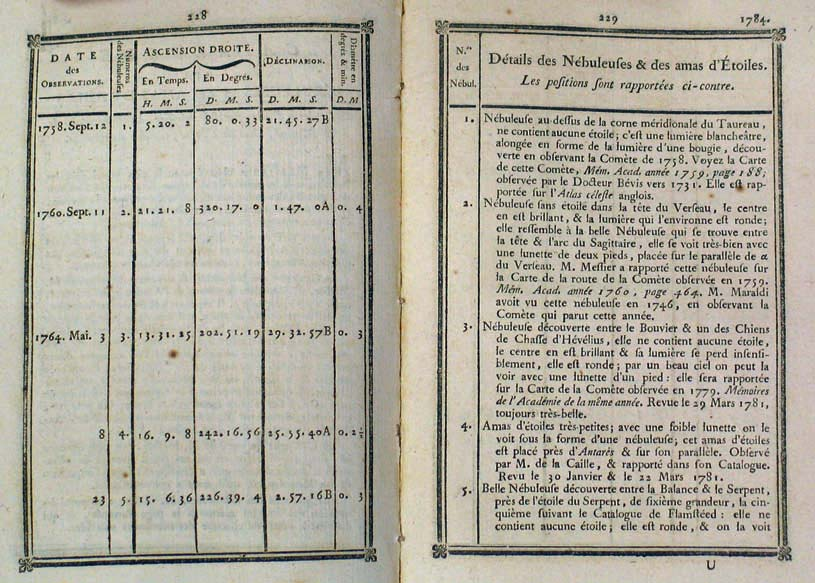
Первый лист третьего издания каталога Мессье

Каталог Мессье — список из 110 астрономических объектов, составленный французским астрономом Шарлем Мессье и впервые изданный в 1774 году. Мессье был охотником за кометами и поставил цель составить каталог неподвижных туманностей и звёздных скоплений, которые можно было спутать с кометами. Таким образом, в каталог попали разнородные астрономические объекты: галактики, шаровые скопления, эмиссионные туманности, рассеянные скопления, планетарные туманности. Истинная природа этих объектов во времена Мессье ещё не была известна. Мессье в своём каталоге описывал их просто как туманности (со звёздами или без них) или скопления звёзд.
Первое издание включало объекты M 1 — M 45. В окончательном виде каталог был создан в 1781 году и опубликован в 1784 году. Каталог содержал 102 объекта; позже он дополнялся Гершелем некоторыми объектами, которые наблюдались Мессье, но по тем или иным причинам не попали в последнее издание каталога. Для многих из этих объектов присвоенный Мессье номер до сих пор остаётся основным названием.
Поскольку Мессье жил во Франции, которая находится в Северном полушарии, в каталог включены только объекты севернее 35° южной широты. Такие крупные образования, как Магеллановы облака, остались за рамками списка.
Хотя ещё при жизни Мессье начали составляться более полные каталоги туманных объектов — в частности, на основе наблюдений Уильяма Гершеля был создан Новый общий каталог, содержавший 7840 объектов, — труд Мессье не забыт и в настоящее время, так как объекты из его каталога доступны для наблюдения с использованием биноклей и любительских телескопов. Именно с объектов Мессье многие астрономы-любители начинают знакомство с объектами глубокого космоса.

## Создание каталога

### M 1иM 2
В августе 1758 года, наблюдая комету C/1758 K1, открытую де ла Ню, рядом со звездой ζ Тельца Мессье обнаружил туманность, которую вначале принял за комету. Однако после регистрации отсутствия её собственного движения стало ясно, что открытый объект кометой не является.
Позже, в 1801 году, Мессье вспоминал:
Меня заставила создать этот каталог туманность в Тельце, которую я обнаружил 12 сентября 1758 года, наблюдая комету этого года. Форма и яркость туманности оказались так похожими на кометные, что я поставил себе задачу найти другие, подобные ей, чтобы астрономы не могли спутать их с кометами. Я продолжил наблюдения с использованием телескопов, пригодных для открытия комет, которое занимало мой разум, когда я составлял этот каталог.
Обнаруженный Мессье 12 сентября 1758 года объект, который он включил в перечень под номером 1, положил начало составлению каталога. Мессье не являлся первооткрывателем этого объекта, представлявшего собой остатки сверхновой, взорвавшейся, согласно записям арабских и китайских астрономов, 4 июля 1054 года: впервые его наблюдал в 1731 году Джон Бэвис.
Следующий объект, M 2, был внесён в каталог лишь через два года, 11 сентября 1760 года. Мессье также не был первооткрывателем этого объекта: ранее, 11 сентября 1746 года, его уже наблюдал Жан Доминик Маральди.

### M 3—M 40
С мая 1764 года Мессье занялся систематическим поиском новых объектов, похожих на кометы. Он начал с обращения к трудам других астрономов (в частности, Гевелия, Гюйгенса, Дерема, Галлея, де Шезо, Лакайля и Лежантиля), выписав оттуда сведения об обнаруженных ими туманных объектах. Далее Мессье занялся проверкой этих наблюдений, измерением положений старых и поиском новых подобных объектов — и сделал это весьма быстро: каталог увеличился с 2 до 40 объектов всего за полгода, при этом он содержал 19 объектов, которые были описаны Мессье впервые.

### M 41—M 45
В начале 1765 года Мессье занёс в свой перечень объект M 41 — рассеянное звёздное скопление в созвездии Большого Пса. За этим последовал долгий перерыв в наблюдениях — Мессье путешествовал вдоль побережья Нидерландов, открывал новые кометы, но не заносил новые объекты в свой перечень — вероятно, размышляя о перспективах его публикации. В марте 1769 года Мессье заносит в каталог четыре хорошо известных астрономам объекта (Туманность Ориона — M 42, M 43, скопление Ясли — M 44 и скопление Плеяды или M 45) — вероятно, чтобы его каталог был больше, чем каталог, составленный Лакайлем, так как эти объекты вовсе не были похожими на кометы.
Рукопись первого издания каталога была завершена 16 февраля 1771 года и отпечатана в том же году. Мессье в предисловии к этому изданию поставил себе уже другую, более амбициозную цель: описать все туманности, видимые в телескоп, а не только те, которые являются схожими с кометами. Несмотря на это, Мессье не включил в каталог некоторые давно известные туманные объекты, которые нельзя было спутать с кометами (например, двойное скопление h и χ Персея) — тем более, что набрать «круглое» число в 50 объектов таким способом всё равно было нельзя.

### M 46—M 52
19 февраля 1771 года, через три дня после завершения рукописи первого издания каталога, Мессье открыл ещё 4 объекта. Объекты M 46, M 47 и M 48 представляли собой рассеянные звёздные скопления, а четвёртый объект, M 49, имел иную природу: позже было обнаружено, что это галактика, относящаяся к скоплению Девы.
6 июня 1771 года Мессье открыл ещё один объект, положение которого на небе было измерено много позже (он был занесён в каталог под номером 62). 50-й объект был занесён в каталог 5 апреля 1772 года — он уже ранее наблюдался Кассини, и Мессье, который был знаком с его записями, искал его с 1764 года.
10 августа 1773 года Мессье открыл спутник галактики Андромеды, однако по неизвестной причине не включил этот объект в свой каталог; сообщение о данном открытии было опубликовано лишь в 1798 году, а каталожный номер M 110 этот объект получил лишь в XX веке.
В 1773 году Мессье открыл объект M 51, позже Пьер Мешен обнаружил, что этот объект состоит из двух туманностей. Наконец, в 1774 году было открыто рассеянное скопление M 52, после чего Мессье на время оставил поиск туманных объектов.

### M 53—M 70
В феврале 1777 года Мессье открыл объекты M 53 и M 54, а 24 июля следующего года в каталог был внесён M 55, который Мессье уже пытался обнаружить ранее, следуя описанию обнаружившего этот объект Лакайля.
Объект M 56 был открыт в январе 1779 года, когда Мессье занимался наблюдением кометы, открытой Боде. Путь этой кометы оказался весьма богатым туманными объектами: около него находились объекты, которые Мессье занёс в каталог под номерами M 57 (открыт Антуаном Даркье де Пелепуа), M 59 и M 60 (Иоганн Готфред Кёлер), а также M 61 (Ориани). Сам Мессье открыл M 58.
В июне 1779 года в каталог был включён первый объект, открытый Мешеном: M 63. В марте — апреле 1780 года Мессье открыл ещё 5 объектов (M 64 — M 68). Значительно возросший, по сравнению с первым изданием, объём каталога побудил его опубликовать второе издание. Вместе с приложением, включавшим 2 объекта, открытые Мессье 31 августа 1780 года, в каталоге было описано 70 объектов.

### M 71—M 103
На втором издании каталога его наполнение не остановилось. Всего за год в него были добавлены более чем 32 новых объекта, из которых 5 (M 73, M 84, M 86, M 87, M 93) были открыты самим Мессье, а остальные обнаружены Мешеном (Мессье осуществлял проверку этих наблюдений и измерение положения объектов).
Мессье предполагал, что в третьем издании каталога будет описано 100 объектов, но к моменту подачи рукописи в печать Мешен успел открыть и описать объекты вплоть до M 103. Ещё два объекта, которые позже получили обозначения M 108 и M 109, упоминались в примечании к описанию M 97. Третье издание каталога вышло из печати весной 1781 года.

### Завершение работы над каталогом
11 мая 1781 года в рукописной заметке Мессье описал открытый Мешеном объект, которому он дал номер M 104. Позже Мешеном были открыты объекты M 106 и M 107.
Несмотря на наличие новых открытий, Мессье прекратил работу над каталогом. Для этого было несколько причин: во-первых, 6 ноября 1781 года с Мессье произошёл несчастный случай, восстановление после которого заняло много времени; во-вторых, в 1780-х годах поиском туманных объектов занялся английский астроном Уильям Гершель, который за 20-летний период, используя значительно более совершенную аппаратуру, чем Мессье, открыл более 2500 таких объектов. Мессье писал по этому поводу:
Следом за мной, знаменитый Гершель опубликовал каталог 2000 туманностей, которые он наблюдал. Исследование неба его способом, с использованием инструмента с большой апертурой, неэффективно при поиске комет. Моя цель, таким образом, отличается от его: мне нужно найти лишь туманности, которые видны в телескоп с фокусным расстоянием 60 см. Тем временем, я наблюдал и другие подобные объекты. Я опубликую информацию о них в будущем, расположив их по прямому восхождению, чтобы их было легче найти, и чтобы другие искатели комет не испытывали неопределённости.
Однако никаких новых изданий каталога не последовало.

### Посмертное дополнение каталога Мессье
Хотя в последнем прижизненном издании каталога Мессье содержалось 103 объекта, сегодня в него включается 110 объектов. Это связано с тем, что каталог в XX веке подвергался дополнениям: в него вносились объекты, которые Мессье наблюдал, но в явном виде в каталог не включил.
Информация о объекте M 104 содержалась в заметках на полях копии третьего издания каталога, принадлежавшей Мессье, и была обнаружена Камилем Фламмарионом. В 1921 году он предложил включить данный объект в каталог. Объекты M 104 — M 107 также упоминались в письме Мешена к Бернулли, опубликованном в Берлинском астрономическом альманахе за 1786 год. Включить эти объекты в каталог предложила Хелен Сойер Хогг, обнаружившая репринт этого письма.
Объекты M 108 и M 109 упоминались в примечании к описанию объекта M 97, в каталог их предложил включить Оуэн Джинджерич в 1953 году.
Последний объект, M 110, второй спутник галактики Андромеды, включил в список Кеннет Глин Джонс, на том основании, что Мессье наблюдал эту галактику ещё в 1773 году (журнал с этими наблюдениями был опубликован лишь в 1798 году, сам Мессье не счёл нужным включать этот объект в каталог).

## «Отсутствующие» объекты Мессье
Несмотря на в целом очень высокое качество каталога Мессье, основанного на точных измерениях положений каждого из объектов, нередко проводившихся неоднократно, некоторым записям каталога нельзя поставить в соответствие какой-либо объект. Таких записей, относящихся к отсутствующим объектам, в каталоге четыре; для трёх из них с высокой степенью достоверности определён объект, реально наблюдавшийся Мессье, но находящийся в другом месте, нежели указано в каталоге.

### M 47
Мессье описывает данный объект как звёздное скопление без туманности, имеющее прямое восхождение 7h 44m 16s и склонение +14° 50' 8''. Однако в этом месте какие-либо звёздные скопления отсутствуют. В 1934 году Освальд Томас предположил, а в 1959 году Т. Ф. Моррис доказал, что ошибка в каталоге вызвана ошибкой в знаке, которую сделал Мессье при вычислении положения этого объекта. Данному объекту соответствуют две записи в каталоге NGC: NGC 2478 (ложное местоположение) и NGC 2422 (правильное местоположение).

### M 48
Мессье описывает данный объект как скопление очень слабых звёзд без туманности, имеющее прямое восхождение 8h 2m 24s и склонение +1° 16' 42''. Как было показано Освальдом Томасом и Т. Ф. Моррисом, на деле объект, наблюдавшийся Мессье, находится на 5° севернее, ему в настоящее время сопоставляется объект NGC 2548.

### M 91
Мессье описывает данный объект как туманность без звёзд в созвездии Девы, имеющую прямое восхождение 12h 26m 28s и склонение −14° 57' 6''. В данном участке неба имеется много слабых галактик из скопления Девы, но ни одна из них не имеет достаточной яркости. Некоторые астрономы считают, что Мессье наблюдал галактику NGC 4571, которая находится недалеко от предполагаемого положения M 91. Критиками отмечается, что данный объект является слишком слабым, чтобы быть доступным для наблюдения Мессье (12-я звёздная величина), однако в каталоге Мессье есть объекты, имеющие такую же звёздную величину (M 76 и M 97). Оуэн Джинджерич предположил, что Мессье мог повторно наблюдать объект M 58 и ошибиться в вычислении его местоположения. В 1969 году У. Ч. Уильямс предположил, что ошибка Мессье заключалась в том, что, выбрав в качестве точки отсчёта для измерений галактику M 89, он перепутал её с M 58, и объекту M 91 следует сопоставить запись в каталоге NGC 4548.

### M 102
Мессье описывает данный объект как очень слабую туманность между звёздами ο Волопаса и ι Дракона, рядом с которой находится звезда 6-й величины. Вопрос о том, относится ли данная запись к какому-либо реальному объекту, является спорным. Американские публикации рассматривают данный объект как отсутствующий, однако большинство европейских источников отождествляют его с галактикой NGC 5866.
Причины этого спора заключаются в противоречиях между различными источниками информации о данном объекте. Мешен, первоначально сообщивший о наблюдении объекта, позже пояснил в письме Бернулли, опубликованном в Берлинском астрономическом альманахе за 1786 год, что объект M 102 представляет собой лишь повторное наблюдение объекта M 101.
Однако из заметок Мессье на полях его личной копии каталога известно, что он сам также наблюдал этот объект, измерив его местоположение. В указанной Мессье точке никаких похожих объектов нет, однако предположительно он, как и в случае с M 48, ошибся в определении местоположения объекта на 5°; если вычисления произвести правильно, вычисленное местоположение будет соответствовать объекту NGC 5866. Таким образом, даже если Мешен действительно наблюдал один и тот же объект два раза, Мессье при попытке проверить его наблюдения мог открыть уже другой объект; если это так, то данная туманность является последней из открытых Мессье.

## Объекты Мессье
Если исходить из современной астрономической классификации, каталог Мессье содержит:
- 6 галактических туманностей
- 28 рассеянных звёздных скоплений
- 4 планетарные туманности
- 29 шаровых скоплений
- 40 галактик
- 3 иных объекта.

Самым ярким объектом Мессье являются Плеяды (M 45, звёздная величина 1,6m), самыми тусклыми — M 76, M 91 и M 98 (звёздная величина 10,1m). Самый большой угловой размер имеет галактика Андромеды (M 31, 4° × 1°), самый большой линейный — галактика M 101 (диаметр 184 000 световых лет). Самый маленький угловой размер имеют двойная звезда M 40 (49") и объекты M 73 и M 76 (1'), линейный — планетарная туманность M 76 (0,7 светового года).
69 объектов Мессье принадлежат нашей Галактике: самым близким из них являются Плеяды (430 световых лет), самым отдалённым — шаровое скопление M 75 (78 000 световых лет). 41 объект имеет внегалактическую природу: из этих объектов 40 являются галактиками, а один представляет собой шаровое скопление (M 54). Самым отдалённым из этих объектов является галактика M 109, удалённая от нас на 67,5 миллионов световых лет.

### Галактические туманности
Из 7 галактических туманностей, входящих в каталог Мессье, одна представляет собой остаток сверхновой, взорвавшейся в 1054 году нашей эры, а 5 представляют собой облака ионизированного водорода, находящиеся в областях звёздообразования. Одна туманность (M 78) представляет собой газопылевое облако, не испускающее свет самостоятельно, но подсвечиваемое находящимися вблизи звёздами.
| Номер | Номер NGC | Имя                    | Тип                    | Расстояние (св. лет) | Созвездие | m   | Открыта                  | Фото |
| ----- | --------- | ---------------------- | ---------------------- | -------------------- | --------- | --- | ------------------------ | ---- |
| M 1   | NGC 1952  | Крабовидная туманность | Остаток сверхновой     | 6500                 | Телец     | 8,4 | Джон Бэвис, 1731         |      |
| M 8   | NGC 6523  | Туманность Лагуна      | Эмиссионная туманность | 4310                 | Стрелец   | 6,0 | Гильом ле Жентил, 1747   |      |
| M 17  | NGC 6618  | Туманность Омега       | Эмиссионная туманность | 5910                 | Стрелец   | 7,0 | Жан Филипп де Шезо, 1745 |      |
| M 20  | NGC 6514  | Тройная туманность     | Эмиссионная туманность | 2660                 | Стрелец   | 5,0 | Шарль Мессье, 1764       |      |
| M 42  | NGC 1976  | Туманность Ориона      | Эмиссионная туманность | 1300                 | Орион     | 5,0 |                          |      |
| M 43  | NGC 1982  |                        | Эмиссионная туманность | 1600                 | Орион     | 7,0 | де Меран, до 1731        |      |
| M 78  | NGC 2068  |                        | Отражающая туманность  | 1600                 | Орион     | 8,0 | Пьер Мешен, 1780         |      |

### Рассеянные звёздные скопления
Рассеянные скопления представляют собой результат относительно недавно проистекшего процесса звёздообразования: принадлежащие к ним звёзды сформировались, как правило, практически одновременно (в астрономическом масштабе времени) в одном и том же газовом облаке.
На первом этапе своего существования звёзды скопления скрыты в газопылевом облаке, которое, тем не менее, становится видимым из-за ионизации находящегося в них водорода ультрафиолетовым излучением этих звёзд. Поэтому эмиссионные туманности каталога Мессье одновременно являются и рассеянными звёздными скоплениями (M 17, M 42).
Наиболее горячие и яркие звёзды (относящиеся к спектральным классам O и B) становятся видимыми первыми (M 8, M 16). Присутствие таких звёзд указывает на молодость скопления, так как они быстро (несколько миллионов лет) заканчивают свою эволюцию взрывом сверхновой. Молодыми скоплениями являются, например, M 36 и M 37. Менее массивные звёзды заканчивают свою эволюцию, превращаясь в красные гиганты. Присутствие таких звёзд указывает на более старый возраст скопления: красные гиганты имеются, например, в скоплениях M 37, M 50 и M 103. Самым старым скоплением, представленным в каталоге Мессье, является скопление M 67, возраст которого составляет 3,7 миллиарда лет. Обычно звёздные скопления распадаются значительно раньше, M 67 же находится в области галактики, где мало других объектов, и потому смогло просуществовать так долго.
Рассеянные звёздные скопления находятся в плоскости галактики, в её галактических рукавах: так, Плеяды и другие близкие к нам скопления относятся к рукаву Ориона, скопления M 8, M 11 и M 16 — к рукаву Стрельца, M 103 — к рукаву Персея.
Сводные данные о рассеянных скоплениях каталога Мессье можно представить в следующей таблице:
| Номер | Номер NGC | Угловой размер | Протяжённость (св. лет) | Расстояние (св. лет) | Созвездие   | m   | Число членов | Возраст (млн. лет) | Фото |
| ----- | --------- | -------------- | ----------------------- | -------------------- | ----------- | --- | ------------ | ------------------ | ---- |
| M 6   | NGC 6405  | 20'            | 10                      | 1590                 | Скорпион    | 4,3 | 64           | 80—100             |      |
| M 7   | NGC 6475  | 80'            | 23                      | 980                  | Скорпион    | 3,3 | 750          | 220                |      |
| M 8   | NGC 6523  | 7'             | 9                       | 4310                 | Стрелец     | 6,0 | 130+         | 2,3                |      |
| M 11  | NGC 6705  | 13'            | 23                      | 6120                 | Щит         | 7,0 | 2900         | 250                |      |
| M 16  | NGC 6611  | 21'            | 35                      | 5600                 | Змея        | 6,5 | 376          | 2—6                |      |
| M 17  | NGC 6618  | 5'             | 10                      | 5910                 | Стрелец     | 7,0 | 2200         | 1                  |      |
| M 18  | NGC 6613  | 5'             | 6                       | 4220                 | Стрелец     | 8,0 | 40           | 50                 |      |
| M 20  | NGC 6514  | 20'            | 15                      | 2660                 | Стрелец     | 5,0 | 120+         | 0,3—0,4            |      |
| M 21  | NGC 6531  | 18'            | 20                      | 3930                 | Стрелец     | 7,0 | 106          | 4—8                |      |
| M 23  | NGC 6494  | 35'            | 20                      | 2050                 | Стрелец     | 6,0 | 177          | 300                |      |
| M 25  | IC 4725   | 30'            | 17                      | 2020                 | Стрелец     | 4,9 | 220          | 100                |      |
| M 26  | NGC 6694  | 10'            | 10                      | 3740                 | Щит         | 9,5 | 229          | 4—6                |      |
| M 29  | NGC 6913  | 8'             | 12                      | 5160                 | Лебедь      | 9,0 | 69           | 90                 |      |
| M 34  | NGC 1039  | 35'            | 17                      | 1630                 | Персей      | 6,0 | 94           | 225                |      |
| M 35  | NGC 2168  | 28'            | 22                      | 2710                 | Близнецы    | 5,5 | 2700         | 150                |      |
| M 36  | NGC 1960  | 12             | 15                      | 4300                 | Возничий    | 6,5 | 178          | 20—40              |      |
| M 37  | NGC 2099  | 25'            | 33                      | 4510                 | Возничий    | 6,0 | 2000         | 500                |      |
| M 38  | NGC 1912  | 15             | 15                      | 3480                 | Возничий    | 7,0 | ?            | 150—250            |      |
| M 39  | NGC 7092  | 30'            | 9                       | 1010                 | Лебедь      | 5,5 | 60           | 240—480            |      |
| M 41  | NGC 2287  | 40             | 26                      | 2260                 | Большой Пёс | 5,0 | 70           | 190                |      |
| M 42  | NGC 1976  | 3'             | 4                       | 1300                 | Орион       | 5,0 | 300+         | 0,1                |      |
| M 44  | NGC 2632  | 1,2°           | 15                      | 610                  | Рак         | 4,0 | 1000         | 500—700            |      |
| M 45  | NGC 1435  | 2°             | 15                      | 425                  | Телец       | 4,0 | 332          | 100                |      |
| M 46  | NGC 2437  | 20'            | 26                      | 4480                 | Корма       | 6,5 | 500          | 500                |      |
| M 47  | NGC 2422  | 30'            | 14                      | 1600                 | Корма       | 4,5 | 117          | 30—100             |      |
| M 48  | NGC 2548  | 30'            | 22                      | 2510                 | Гидра       | 5,5 | 165          | 300                |      |
| M 50  | NGC 2323  | 15'            | 13                      | 2870                 | Единорог    | 7,0 | 2050         | 100                |      |
| M 52  | NGC 7654  | 16'            | 22                      | 4630                 | Кассиопея   | 8,0 | 6000         | 25—165             |      |
| M 67  | NGC 2682  | 25'            | 21                      | 2960                 | Рак         | 7,5 | 500          | 3700               |      |
| M 93  | NGC 2447  | 24'            | 23                      | 3380                 | Корма       | 6,5 | ?            | 400                |      |
| M 103 | NGC 581   | 6'             | 17                      | 7150                 | Кассиопея   | 7,0 | 77           | 16—25              |      |

### Планетарные туманности
Планетарные туманности образуются при сбросе внешних слоёв (оболочек) красных гигантов и сверхгигантов с массой 2,5—8 солнечных на завершающей стадии их эволюции. Планетарная туманность — быстропротекающее (по астрономическим меркам) явление, длящееся всего несколько десятков тысяч лет.
Каталог Мессье содержит 4 планетарные туманности:
| Номер | Номер NGC     | Угловой размер | Протяжённость (св. лет) | Расстояние (св. лет) | Созвездие         | m    | Возраст (тыс. лет) | Фото |
| ----- | ------------- | -------------- | ----------------------- | -------------------- | ----------------- | ---- | ------------------ | ---- |
| M 27  | NGC 6853      | 8,4' × 6,1'    | 3,0                     | 1150                 | Лисичка           | 7,4  | 9                  |      |
| M 57  | NGC 6720      | 86" × 62"      | 0,9                     | 2300                 | Лира              | 8,8  | 10—20              |      |
| M 76  | NGC 650 + 651 | 67"            | 0,7                     | 2550                 | Персей            | 10,1 | ?                  |      |
| M 97  | NGC 3587      | 170"           | 3,5                     | 4140                 | Большая Медведица | 9,9  | 6—12               |      |

### Шаровые скопления
В отличие от рассеянных, шаровые скопления содержат достаточно звёзд, чтобы являться динамически стабильными образованиями. Как правило, они имеют правильную сферическую форму, причём концентрация звёзд увеличивается вблизи центра скопления.
Ближайшие шаровые скопления находятся от нас на расстоянии нескольких тысяч световых лет. Отдалённые (наблюдаемые в направлении галактического центра) удалены от нас на расстояние более 70 000 световых лет. Одно из шаровых скоплений каталога Мессье, M 54, является внегалактическим объектом: оно принадлежит к карликовой эллиптической галактике Стрельца (SagDEG). Это первое из открытых внегалактических шаровых скоплений.
Размеры шаровых скоплений могут значительно отличаться. Самые маленькие включают менее 100 000 звёзд, их общая масса составляет около 40 000 масс Солнца (M 71). Самые большие включают несколько миллионов звёзд, их масса превышает 1,5 миллиона солнечных (M 19, M 54).
Плотность звёзд в центре шаровых скоплений обычно довольно велика (от 10 до 1000 звёзд на кубический световой год), среднее расстояние между звёздами там составляет 0,1—0,5 световых лет; в отдельных случаях, однако, на пространстве в один кубический световой год могут находиться до 100 000 звёзд. Из объектов Мессье наибольшая концентрация наблюдается у объекта M 2, наименьшая — у объектов M 55 и M 71.
Возраст галактических шаровых скоплений составляет от 10 до 13 миллиардов лет, поэтому в них представлены в основном старые звёзды. Тем не менее, в некоторых шаровых скоплениях встречаются звезды классов O и B (вероятно, образовавшиеся в результате слияния двойных звёзд), а также пульсары (например, в M 62 их 6; также пульсары имеются в скоплениях M 13, M 28 и M 53).
Каталог Мессье содержит 29 шаровых скоплений:
| Номер | Номер NGC | Угловой размер | Диаметр (св. лет) | Расстояние (св. лет) | Созвездие       | Масса (10³ M☉) | m    | Фото |
| ----- | --------- | -------------- | ----------------- | -------------------- | --------------- | -------------- | ---- | ---- |
| M 2   | NGC 7089  | 16'            | 190               | 40 850               | Водолей         | 900            | 6,3  |      |
| M 3   | NGC 5272  | 19'            | 190               | 34 170               | Гончие Псы      | 800            | 7,0  |      |
| M 4   | NGC 6121  | 35'            | 57                | 7 200                | Скорпион        | 100            | 5,6  |      |
| M 5   | NGC 5904  | 20'            | 150               | 26 620               | Змея            | 800            | 5,6  |      |
| M 9   | NGC 6333  | 11'            | 150               | 46 090               | Змееносец       | 300            | 7,7  |      |
| M 10  | NGC 6254  | 19'            | 140               | 24 750               | Змееносец       | 200            | 6,7  |      |
| M 12  | NGC 6218  | 14'            | 85                | 20 760               | Змееносец       | 250            | 8,0  |      |
| M 13  | NGC 6205  | 21'            | 160               | 25 890               | Геркулес        | 600            | 7,0  |      |
| M 14  | NGC 6402  | 11'            | 180               | 55 620               | Змееносец       | 1200           | 9,5  |      |
| M 15  | NGC 7078  | 18'            | 200               | 39 010               | Пегас           | 450            | 7,5  |      |
| M 19  | NGC 6273  | 14'            | 180               | 45 000               | Змееносец       | 1500           | 8,5  |      |
| M 22  | NGC 6656  | 33'            | 100               | 10 440               | Стрелец         | 500            | 6,5  |      |
| M 28  | NGC 6626  | 10'            | 100               | 34 480               | Стрелец         | 500            | 8,5  |      |
| M 30  | NGC 7099  | 12'            | 100               | 29 460               | Козерог         | 300            | 8,5  |      |
| M 53  | NGC 5024  | 13'            | 230               | 61 270               | Волосы Вероники | 750            | 8,5  |      |
| M 54  | NGC 6715  | 12'            | 300               | 84 650               | Стрелец         | 1500           | 8,5  |      |
| M 55  | NGC 6809  | 19'            | 110               | 19 300               | Стрелец         | 250            | 7,0  |      |
| M 56  | NGC 6779  | 7'             | 55                | 27 390               | Лира            | 200            | 9,5  |      |
| M 62  | NGC 6266  | 11'            | 110               | 34 930               | Змееносец       | 1000           | 8,0  |      |
| M 68  | NGC 4590  | 11'            | 120               | 36 580               | Гидра           | ?              | 9,0  |      |
| M 69  | NGC 6637  | 10'            | 110               | 36 920               | Стрелец         | 300            | 9,0  |      |
| M 70  | NGC 6681  | 8'             | 80                | 34 770               | Стрелец         | 200            | 9,0  |      |
| M 71  | NGC 6838  | 7'             | 40                | 18 330               | Стрела          | 40             | 8,5  |      |
| M 72  | NGC 6981  | 6'             | 100               | 58 510               | Водолей         | 200            | 10,0 |      |
| M 75  | NGC 6864  | 7'             | 160               | 77 840               | Стрелец         | 500            | 9,5  |      |
| M 79  | NGC 1904  | 6'             | 80                | 45 000               | Заяц            | 400            | 8,5  |      |
| M 80  | NGC 6093  | 9'             | 125               | 48 260               | Скорпион        | 400            | 7,3  |      |
| M 92  | NGC 6341  | 14'            | 110               | 27 140               | Геркулес        | 400            | 7,5  |      |
| M 107 | NGC 6171  | 13'            | 105               | 27 370               | Змееносец       | 200            | 10,0 |      |

### Галактики
Галактики представляют собой гравитационно связанные системы, состоящие из миллиардов звёзд и других объектов, находящиеся от нас на значительном расстоянии.
Каталог Мессье включает в себя как галактики, относящиеся к так называемой местной группе (например, галактику Андромеды и галактику Треугольника), так и более отдалённые скопления галактик. Так, в каталоге Мессье присутствуют 15 из около 2000 галактик, относящихся к скоплению Девы. Ближайшей из включённых в каталог галактик является галактика Андромеды, наиболее отдалённой — галактика M 109, находящаяся от нас на расстоянии 67,5 миллионов световых лет.
Размеры галактик находятся в весьма широких пределах: так, карликовые галактики (например, M 32, спутник галактики Андромеды) могут иметь диаметр всего лишь несколько тысяч световых лет; крупнейшие же галактики имеют значительно больший диаметр (M 101 — 185 000 световых лет, почти в 2 раза больше нашей галактики).
Самой массивной галактикой из представленных в каталоге Мессье является галактика M 87 (2,7 триллиона масс Солнца), наименее массивной — галактика M 32 (3 миллиарда масс Солнца).
Всего каталог Мессье включает 40 галактик:
| Номер | Номер NGC           | m    | Угловой размер | Расстояние (млн, св, лет) | Диаметр (св, лет) | Масса (109 M☉) | Масса центрального объекта (106 M☉) | Фото |
| ----- | ------------------- | ---- | -------------- | ------------------------- | ----------------- | -------------- | ----------------------------------- | ---- |
| M 31  | NGC 224             | 3,4  | 3,5°×1°        | 2,57                      | 157 000           | 300-400        |                                     |      |
| M 32  | NGC 221             | 8,1  | 9'×7'          | 2,57                      | 6500              | 3              |                                     |      |
| M 33  | NGC 598             | 5,7  | 71'×42'        | 2,74                      | 60 000            | 10-40          | 0,01                                |      |
| M 49  | NGC 4472            | 8,4  | 10'×8'         | 53,1                      | 157 000           | 200            | 500                                 |      |
| M 51  | NGC 5194 + NGC 5195 | 8,4  | 15'×7'         | 26,8                      | 87 000            |                |                                     |      |
| M 58  | NGC 4579            | 9,6  | 6'×5'          | 62,5                      | 107 000           | 300            |                                     |      |
| M 59  | NGC 4621            | 9,6  | 5'×4'          | 48,3                      | 76 000            |                | 300                                 |      |
| M 60  | NGC 4649            | 8,8  | 7'×6'          | 53,2                      | 115 000           |                | 4000                                |      |
| M 61  | NGC 4303            | 9,6  | 7'×6'          | 49,6                      | 94 000            | 70             | 0,1                                 |      |
| M 63  | NGC 5055            | 8,6  | 13'×7'         | 26,7                      | 98 000            | 140            |                                     |      |
| M 64  | NGC 4826            | 8,5  | 11'×5'         | 18,3                      | 56 000            |                |                                     |      |
| M 65  | NGC 3623            | 9,3  | 10'×3'         | 32,8                      | 94 000            |                |                                     |      |
| M 66  | NGC 3627            | 9,0  | 9'×4'          | 32,8                      | 87 000            |                |                                     |      |
| M 74  | NGC 628             | 8,5  | 11'×10'        | 25,1                      | 77 000            | 300            |                                     |      |
| M 77  | NGC 1068            | 8,9  | 7'×6'          | 46,9                      | 100 000           | 1000           | 100                                 |      |
| M 81  | NGC 3031            | 6,8  | 27'×14'        | 11,8                      | 92 000            | 50             | 60                                  |      |
| M 82  | NGC 3034            | 8,4  | 11'×4'         | 11,4                      | 37 000            | 50             |                                     |      |
| M 83  | NGC 5236            | 7,5  | 13'×12'        | 14,7                      | 55 000            |                |                                     |      |
| M 84  | NGC 4374            | 9,1  | 7'×6'          | 57,8                      | 110 000           |                | 1500                                |      |
| M 85  | NGC 4382            | 9,1  | 7'×6'          | 47,8                      | 99 000            | 400            |                                     |      |
| M 86  | NGC 4406            | 8,9  | 9'×6'          | 56,7                      | 147 000           |                |                                     |      |
| M 87  | NGC 4486            | 8,6  | 8'×7'          | 54,9                      | 132 000           | 2700           | 2000-3000                           |      |
| M 88  | NGC 4501            | 9,6  | 7'×4'          | 57,2                      | 115 000           | 250            |                                     |      |
| M 89  | NGC 4552            | 9,7  | 5'×5'          | 49,9                      | 74 000            |                | 1000                                |      |
| M 90  | NGC 4569            | 9,5  | 10'×4'         | 30,7                      | 85 000            |                |                                     |      |
| M 91  | NGC 4548            | 10,1 | 5'×4'          | 52,9                      | 83 000            |                |                                     |      |
| M 94  | NGC 4736            | 8,2  | 11'×9'         | 17,3                      | 50 000            | 60             |                                     |      |
| M 95  | NGC 3351            | 9,7  | 7'×5'          | 32,6                      | 70 000            | 50             |                                     |      |
| M 96  | NGC 3368            | 9,2  | 8'×5'          | 34,3                      | 76 000            | 80             |                                     |      |
| M 98  | NGC 4192            | 10,1 | 10'×3'         | 44,2                      | 126 000           | 200            |                                     |      |
| M 99  | NGC 4254            | 9,9  | 5'×5'          | 52,7                      | 83 000            | 100            | 100                                 |      |
| M 100 | NGC 4321            | 9,3  | 7'×6'          | 49,6                      | 107 000           | 200            |                                     |      |
| M 101 | NGC 5457            | 7,7  | 29'×27'        | 21,8                      | 184 000           |                |                                     |      |
| M 102 | NGC 5866            | 9,9  | 7'×3'          | 40,8                      | 71 000            |                |                                     |      |
| M 104 | NGC 4594            | 8,0  | 9'×4'          | 44,7                      | 105 000           | 300            | 1000                                |      |
| M 105 | NGC 3379            | 9,3  | 5'×5'          | 37,9                      | 55 000            | 100            | 200                                 |      |
| M 106 | NGC 4258            | 8,3  | 19'×7'         | 25,7                      | 135 000           |                | 39                                  |      |
| M 108 | NGC 3556            | 10,0 | 9'×2'          | 46,0                      | 100 000           |                |                                     |      |
| M 109 | NGC 3992            | 9,8  | 8'×5'          | 67,5                      | 137 000           | 250            |                                     |      |
| M 110 | NGC 205             | 8,0  | 22'×11'        | 2,57                      | 16 000            | 10             |                                     |      |

### Иные объекты

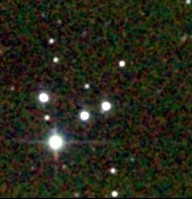
M 73

M 24

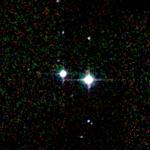
M 40

Три «объекта» каталога Мессье не относятся ни к одной из перечисленных выше категорий. Первым из них является оптическая пара звёзд M 40. Мессье обнаружил её на том месте, где, по сообщению астронома Яна Гевелия, должен был находиться туманный объект. Мессье предположил, что Гевелий принял близко расположенные звёзды за туманность, но несмотря на это, включил объект в свой каталог. Это не двойная звезда, а две не связанные друг с другом звезды: первая находится от Земли на расстоянии 490 световых лет, вторая — 1860 световых лет.
«Объект» M 73 также представляет собой оптическое наложение 4 звезд, находящихся от Земли на расстоянии от 900 до 2600 световых лет.
Наконец, M 24 представляет собой не звёздное скопление, а «окно» в облаках межзвёздной пыли, через которое виден отдалённый спиральный рукав нашей Галактики.

## Наблюдение объектов Мессье
Все 110 объектов Мессье можно увидеть, довольствуясь простейшим астрономическим оборудованием: и неопытный наблюдатель может сделать это, имея 10-сантиметровый телескоп, а в идеальных условиях наблюдения все объекты (за исключением M 91) видны даже в бинокль 10×50. На наблюдения оказывает сильное влияние световое загрязнение: многие объекты Мессье хорошо видны лишь на фоне тёмного неба, и потому мало доступны астрономам, проживающим в городах.
Объекты Мессье доступны для наблюдения в основном астрономам Северного полушария. Некоторые объекты при этом видны лишь в широтах ниже 55° (в частности, M 7).

### Марафон Мессье
При определённом навыке и везении, все объекты Мессье можно наблюдать в течение одной ночи. Этот процесс получил название «Марафон Мессье».
Все 110 объектов Мессье видны лишь с точек, находящихся между 10° и 35° северной широты, поэтому полный марафон может быть выполнен не в любой точке Земли. Кроме того, все объекты доступны для наблюдения только два раза в год: в марте и октябре, в момент новолуния.
Для выполнения марафона может быть использован любой наблюдательный инструмент, однако использовать системы автоматического наведения на объект запрещается; также не засчитываются наблюдения объекта невооружённым глазом или в телескоп-гид.
Первыми в мире полный марафон Мессье завершили Джерри Раттли (Аризона) и Рик Халл (Калифорния) — второй на час позже первого. С середины 1980-х годов полный марафон Мессье выполнили более 12 американских астрономов-любителей. Из европейских астрономов полный марафон проделали только Петра Салигер и Герно Стенц, которые выполняли наблюдения на острове Тенерифе.